# Resolutie 2089 Veiligheidsraad Verenigde Naties
Resolutie 2089 van de Veiligheidsraad van de Verenigde Naties werd op 24 januari 2013 met veertien stemmen voor en een onthouding aangenomen door de VN-Veiligheidsraad. De resolutie verlengde de VN-vredesmacht in Cyprus opnieuw met een half jaar. Azerbeidzjan stelde achter de hernieuwing van het mandaat te staan, maar vond verscheidene passages uit de tekst verouderd en niet langer toepasselijk voor de situatie in Cyprus. Het conflict in dat land en de vredesoperatie waren toen immers al decennialang aan de gang. Ook vond Azerbeidzjan dat geen rekening was gehouden met haar opmerkingen tijdens de onderhandelingen over de tekst, en had zich daarom onthouden van de stemming.

## Achtergrond
Nadat in 1964 geweld was uitgebroken tussen de Griekse en Turkse bevolkingsgroep op Cyprus stationeerden de VN de UNFICYP-vredesmacht op het eiland. Die macht wordt sindsdien om het half jaar verlengd. In 1974 bezette Turkije het noorden van Cyprus na een Griekse poging tot staatsgreep. In 1983 werd dat noordelijke deel met Turkse steun van Cyprus afgescheurd. Midden 1990 begon het toetredingsproces van (Grieks-)Cyprus tot de Europese Unie maar de EU erkent de Turkse Republiek Noord-Cyprus niet. In 2008 werd overeengekomen een federale overheid met één internationale identiteit op te richten, naast twee gelijkwaardige deelstaten.

## Inhoud

### Waarnemingen
De Cypriotische overheid was het eens om UNFICYP langer in Cyprus te houden. Men was nog steeds tevreden over de vooruitgang van de onderhandelingen. Volgens de secretaris-generaal was de toestand langsheen de Groene Lijn nog altijd stabiel. Beide partijen blokkeerden echter nog steeds de ontmijning in de bufferzone.

### Handelingen
De onderhandelingen gingen wel vooruit, maar onvoldoende, en ze hadden nog geen oplossing voortgebracht. De leiders van beide partijen moesten overeenstemming bereiken over de kernproblemen, het dagelijks leven van de bevolking verbeteren, de onderhandelingssfeer verbeteren en de maatschappelijke deelname aan het (vredes)proces vergroten. Opnieuw werd gevraagd om maatregelen te nemen om het wederzijds vertrouwen te vergroten.
Het mandaat van UNFICYP werd verlengd tot 31 juli 2013. De Turkse zijde werd nog eens gevraagd het militaire status quo in Strovilia te herstellen.

## Verwante resoluties
- Resolutie 2026 Veiligheidsraad Verenigde Naties (2011)
- Resolutie 2058 Veiligheidsraad Verenigde Naties (2012)
- Resolutie 2114 Veiligheidsraad Verenigde Naties
- Resolutie 2135 Veiligheidsraad Verenigde Naties (2014)

Lijst ·  2086 ·  2087 ·  2088 ·  2089 ·  2090 ·  2091 ·  2092 ·  2093 ·  2094 ·  2095 ·  2096 ·  2097 ·  2098 ·  2099 ·  2100 ·  2101 ·  2102 ·  2103 ·  2104 ·  2105 ·  2106 ·  2107 ·  2108 ·  2109 ·  2110 ·  2111 ·  2112 ·  2113 ·  2114 ·  2115 ·  2116 ·  2117 ·  2118 ·  2119 ·  2120 ·  2121 ·  2122 ·  2123 ·  2124 ·  2125 ·  2126 ·  2127 ·  2128 ·  2129 ·  2130 ·  2131 ·  2132